# Яго Каріелло
Яго Каріелло Рібейро (порт. Yago Cariello Ribeiro, нар. 27 липня 1999, Ріо-де-Жанейро) — бразильський футболіст, нападник південнокорейського клубу «Ульсан Хьонде».

## Ігрова кар'єра
Народився 27 липня 1999 року в місті Ріо-де-Жанейро. Вихованець юнацьких команд футбольних клубів «Америка» та «Васко да Гама» з рідного міста. У дорослому футболі дебютував 2020 року виступами за команду «Тупінамбас», в якій взяв участь у 4 матчах Ліги Мінейро. 
Того ж року переїхав до Португалії, де грав у третьому дивізіоні за клуби «Кондейша» у сезоні 2020/21 та «Уніан де Сантарем» у сезоні 2021/22. У другому з цих клубів став одним із найкращих бомбардирів Ліги 3, забивши 12 голів, чим зацікавив представників вищого дивізіону. В результаті, 2 травня 2022 року він підписав контракт з клубом «Портімоненсі». Він дебютував у Прімейра-лізі 7 серпня у матчі проти «Боавішти» (0:1), а перший гол у вищому дивізіоні Португалії забив 15 серпня у матчі проти «Пасуш Феррейри» (3:0) на виїзді. Загалом Каріелло відіграв за цю команду наступний сезон своєї ігрової кар'єри. Більшість часу був основним гравцем атакувальної ланки команди, але забив лише 3 голи у 25 іграх.
1 липня 2023 року «Портімоненсі» відправив Каріелло в оренду на рік до південнокорейського «Канвона». Тренерським штабом нового клубу також розглядався як гравець «основи». В новому клубі був серед найкращих голеодорів, відзначаючись забитим голом в середньому щонайменше у кожній третій грі чемпіонату. По завершенні оренди, у липні 2024 року, Яго підписав повноцінний контракт з іншим місцевим клубом, «Ульсан Хьонде». Станом на 31 травня 2025 року відіграв за команду з Ульсана 17 матчів в національному чемпіонаті.

## Статистика виступів

### Статистика клубних виступів
Станом на 31 травня 2025
| Сезон                     | Команда                   | Чемпіонат                 | Чемпіонат | Чемпіонат | Національний кубок | Національний кубок | Національний кубок | Континентальні кубки | Континентальні кубки | Континентальні кубки | Інші змагання | Інші змагання | Інші змагання | Усього | Усього |
| Сезон                     | Команда                   | Ліга                      | Ігор      | Голів     | Ліга               | Ігор               | Голів              | Ліга                 | Ігор                 | Голів                | Ліга          | Ігор          | Голів         | Ігор   | Голів  |
| ------------------------- | ------------------------- | ------------------------- | --------- | --------- | ------------------ | ------------------ | ------------------ | -------------------- | -------------------- | -------------------- | ------------- | ------------- | ------------- | ------ | ------ |
| січ.-лют. 2020            | «Тупінамбас»              | ЛМ                        | 4         | 0         | -                  | -                  | -                  | -                    | -                    | -                    | -             | -             | -             | 4      | 0      |
| 2020–21                   | «Кондейша»                | ЧП (ІІІ)                  | 21        | 4         | КП                 | 0                  | 0                  | -                    | -                    | -                    | -             | -             | -             | 21     | 4      |
| 2021–22                   | «Уніан де Сантарем»       | Л3 (ІІІ)                  | 24        | 12        | КП                 | 1                  | 0                  | -                    | -                    | -                    | -             | -             | -             | 25     | 12     |
| 2022–23                   | «Портімоненсі»            | ПЛ                        | 25        | 3         | КП+КЛ              | 1+2                | 0                  | -                    | -                    | -                    | -             | -             | -             | 28     | 3      |
| лип.-груд. 2023           | «Канвон»                  | K1                        | 11        | 1         | КК                 | -                  | -                  | -                    | -                    | -                    | -             | -             | -             | 11     | 1      |
| січ.-черв. 2024           | «Канвон»                  | K1                        | 18        | 9         | КК                 | 0                  | 0                  | -                    | -                    | -                    | -             | -             | -             | 18     | 9      |
| Усього за «Канвон»        | Усього за «Канвон»        | Усього за «Канвон»        | 29        | 10        |                    | 0                  | 0                  |                      | -                    | -                    |               | -             | -             | 29     | 10     |
| лип.-лис. 2024            | «Ульсан Хьонде»           | K1                        | 12        | 4         | КК                 | 3                  | 1                  | -                    | -                    | -                    | -             | -             | -             | 15     | 5      |
| 2025                      | «Ульсан Хьонде»           | K1                        | 5         | 0         | КК                 | 0                  | 0                  | ЕЛЧ                  | 6                    | 1                    | КЧС           | 0             | 0             | 11     | 1      |
| Усього за «Ульсан Хьонде» | Усього за «Ульсан Хьонде» | Усього за «Ульсан Хьонде» | 17        | 4         |                    | 3                  | 1                  |                      | 6                    | 1                    |               | 0             | 0             | 26     | 6      |
| Усього за кар'єру         | Усього за кар'єру         | Усього за кар'єру         | 120       | 33        |                    | 7                  | 1                  |                      | 6                    | 1                    |               | 0             | 0             | 133    | 35     |